# Edvard Bechteler
Edvard Bechteler, född 6 november 1890 i München, död 1983, var en tysk-svensk konstnär.
Han var son till Theodor och Elisabeth Bechteler och gift med Ruth Zachrisson. Bechteler arbetade först som svarvare och snickare, innan han inledde studier för Heinrich von Zügel och Max Dörner vid konstakademien i München. Han fortsatte sedan sina studier på egen hand under studieresor till ett flertal europeiska länder, bland annat Serbien, Albanien, Nederländerna, Italien och Frankrike. Han bosatte sig i Sverige 1933 och blev svensk medborgare 1943. Tillsammans med sin maka ställde han ut på Fahlcrantz Galleri i Stockholm 1936 och han medverkade i Ångermanlands konstförbunds vandringsutställningar och samlingsutställningar med Sveriges allmänna konstförening. Hans konst består av figurtavlor från det ångermanländska älvlandskapet med timmerflottarnas liv och arbete samt träskulpturer av djur.